# Darío René Espínola
Darío René Espínola (14 settembre 1969 – 7 marzo 2024) è stato un calciatore paraguaiano, di ruolo portiere.

## Carriera

### Club
Giocò nella massima serie del campionato paraguaiano, cileno e boliviano.

### Nazionale
Con la Nazionale prese parte alla Copa América 1989.